# The Passion 2021
The Passion 2021 was de elfde editie van The Passion, een Nederlands muzikaal-Bijbels evenement dat jaarlijks op Witte Donderdag wordt gehouden, telkens op een andere locatie. Het evenement werd in 2021 op 1 april in Roermond gehouden, op een podium aan het Munsterplein. Voor het eerst werd de editie uitsluitend uitgezonden door KRO-NCRV, nadat de EO zich had teruggetrokken. Er keken ruim 2,5 miljoen mensen naar de live-uitzending op donderdagavond. 334 duizend mensen keken de uitzending in de daaropvolgende week terug.

## Voorgeschiedenis
De gaststad Roermond was al uitverkoren als locatie voor de vorige editie. Deze editie werd echter afgelast vanwege de coronapandemie. In 2021 is de uitzending alsnog in de bisschopsstad neergestreken. Omdat de coronapandemie op dat moment nog steeds gaande was, werd al eind februari besloten om geen publiek bij het spektakel toe te laten. Bovendien werden er extra artiesten aangesteld die in het geval van een coronabesmetting de rol konden overnemen.
Dit jaar werden voor het eerst niet uitsluitend Nederlandstalige nummers gebruikt. Er kwamen ook verschillende Engelstalige nummers in de uitzending voorbij, die door Remco Veldhuis naar het Nederlands zijn vertaald.

## Locaties
- Munsterplein – Locatie hoofdpodium
- Vismarkt en Stenen Brug – Aankomst Jezus
- Trappenhuis Teekenschool – Duet Jezus & Petrus
- Vlindertuin Wonen Limburg – Laatste Avondmaal
- Stuw- en sluiscomplex Roermond – Judas worstelt met het kwaad
- Passage – Tuin van Getsemane deel 1
- Parkeergarage Designer Outlet Roermond – Tuin van Getsemane deel 2
- Fritessalon Remunj - Petrus bestelt bij Ron Blaauw en ontkent betrokkenheid met Jezus
- Markt – Start van de processie
- TheaterHotel De Oranjerie – Pilatus
- Munsterkerk – Finale

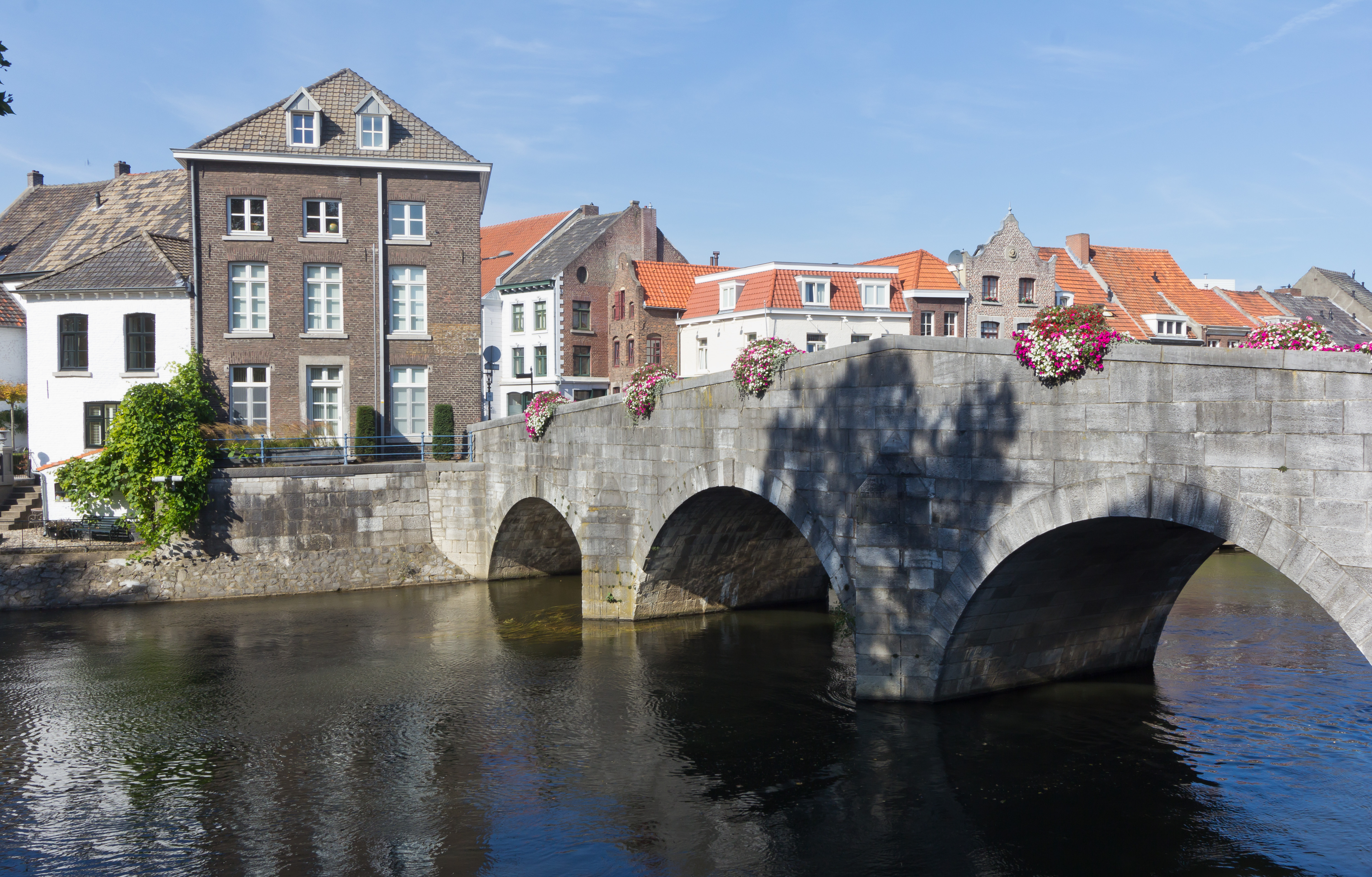
Stenen Brug
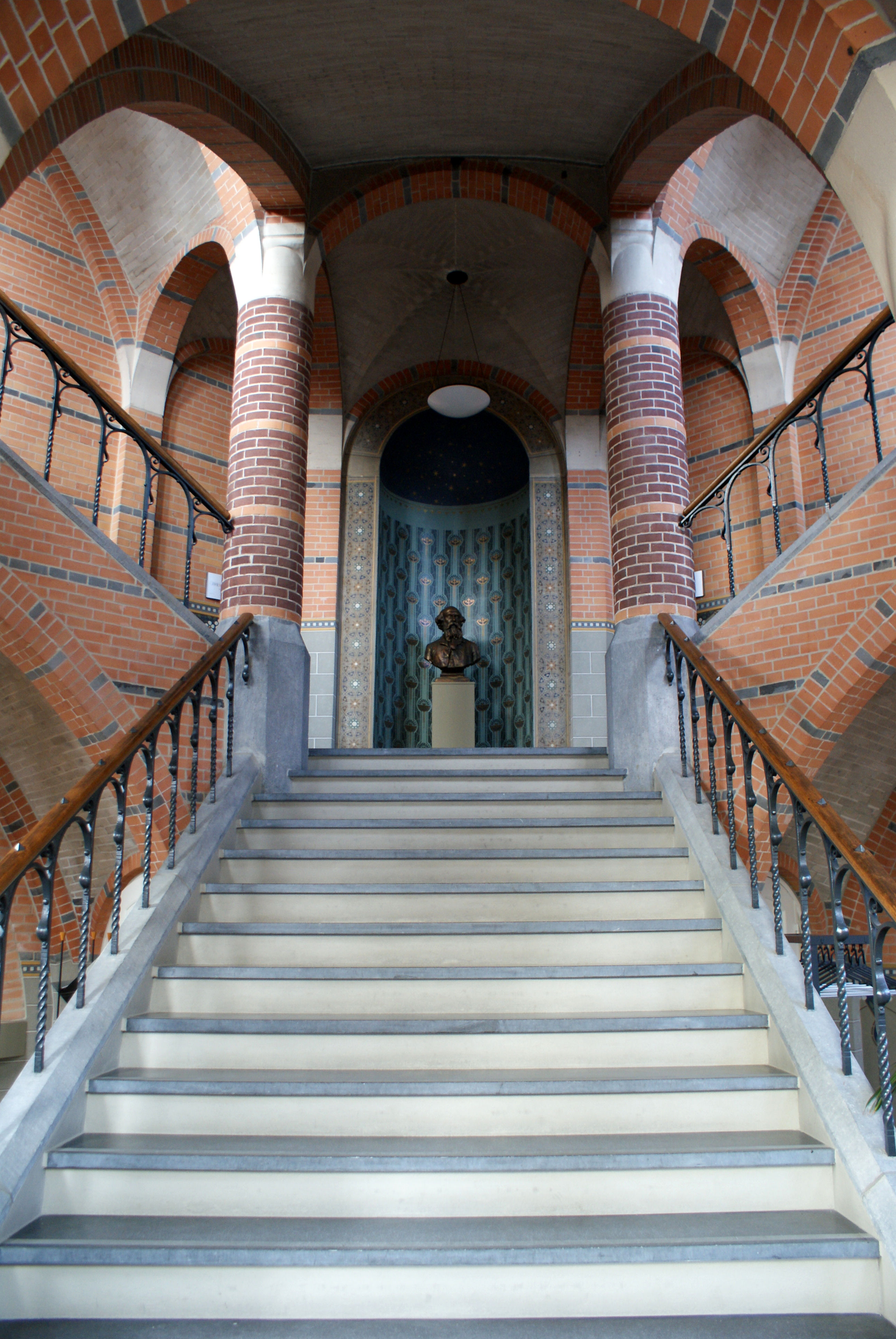
Trappenhuis Teekenschool
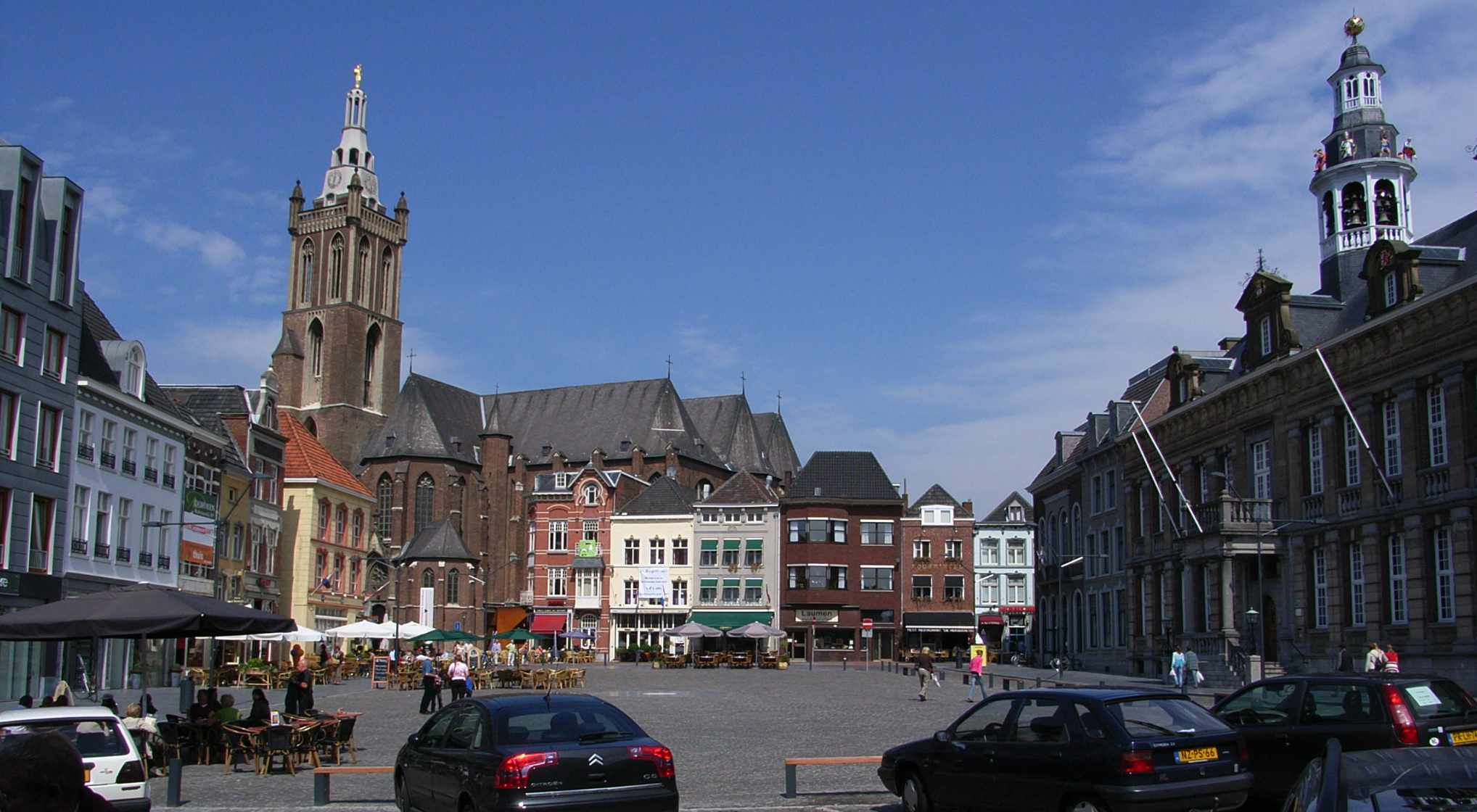
Markt
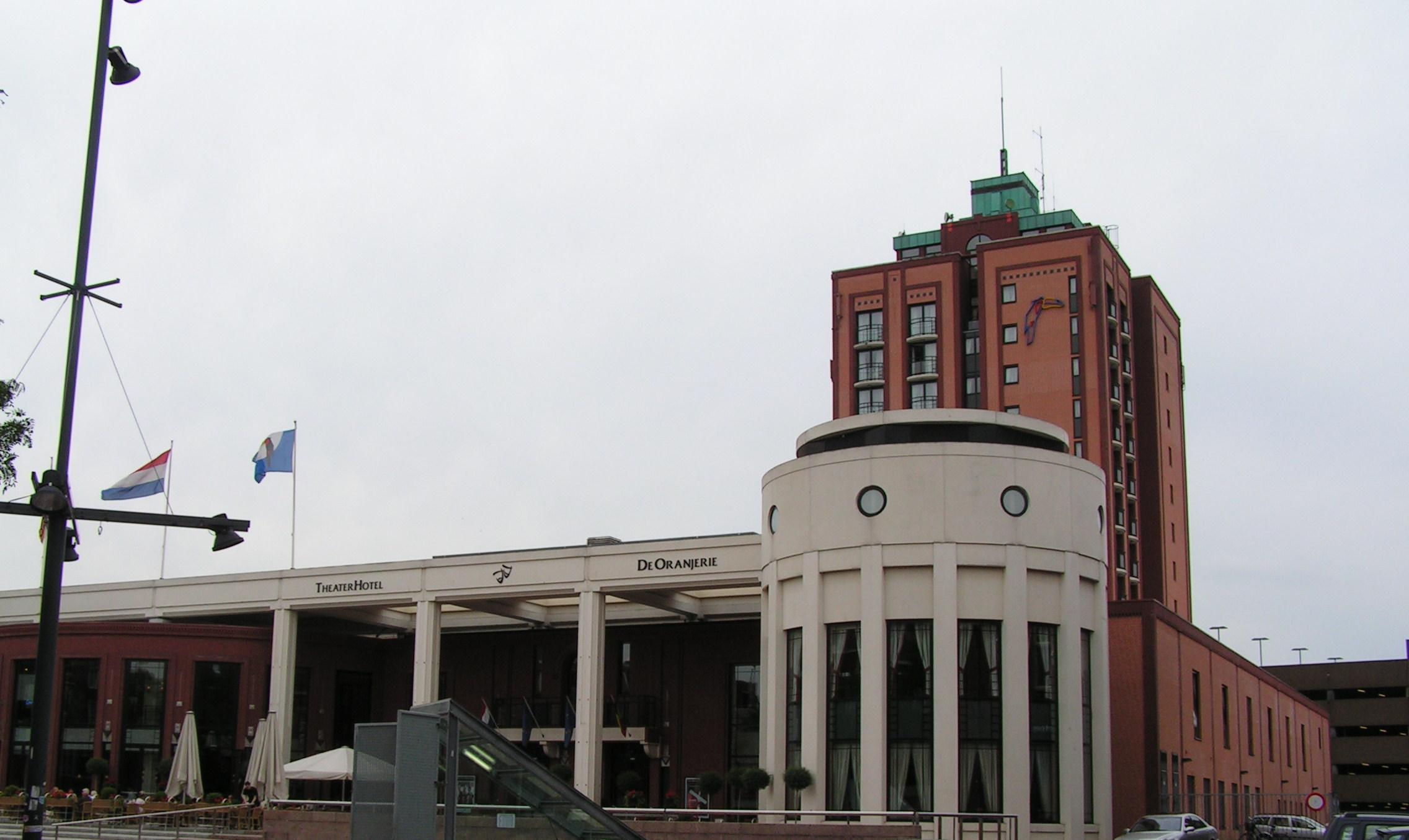
TheaterHotel De Oranjerie

## Rollen
| Rol                | Naam                          |
| ------------------ | ----------------------------- |
| Jezus              | Freek Bartels                 |
| Maria              | Trijntje Oosterhuis           |
| Petrus             | Leo Alkemade                  |
| Judas              | Rob Dekay                     |
| Pilatus            | Tygo Gernandt                 |
| Verteller          | Humberto Tan                  |
| Verslaggever       | Anita Witzier                 |
| Barabbas           | Famke Louise                  |
| Discipel           | Britt Scholte                 |
| Discipel           | Jefferson Yaw Frempong-Manson |
| Discipel           | Jeffrey Hamilton              |
| Discipel           | Kim Pieters                   |
| Discipel           | Mitch Wolterink               |
| Discipel           | Ramon Brugman                 |
| Discipel           | Roosmarijn Wind               |
| Discipel           | Sharon de Miranda             |
| Discipel           | Sterre Koning                 |
| Discipel           | Tooske Ragas                  |
| Agent 1            | Cas Jansen                    |
| Agent 2            | Dwight van van de Vijver      |
| Agent 3            | Soy Kroon                     |
| Misdadiger 1       | Pip Pellens                   |
| Misdadiger 2       | Pim Wessels                   |
| Beveiliger         | Arnold Vanderlyde             |
| Bakker             | Cas Wolters                   |
| Klant bij bakker   | Lucille Werner                |
| Klant in friettent | Nicolette Kluijver            |

## Muzieknummers
| Titel                        | Oorspronkelijke artiest   | Gezongen door                            |
| ---------------------------- | ------------------------- | ---------------------------------------- |
| Ik ben er voor jou           | The Rembrandts            | Freek Bartels                            |
| Zonen                        | Marco Borsato             | Trijntje Oosterhuis                      |
| Blauwe dag                   | Suzan & Freek             | Freek Bartels en Leo Alkemade            |
| We zullen doorgaan           | Ramses Shaffy             | Freek Bartels en de discipelen           |
| Kom maar bij mij             | Marco Borsato             | Trijntje Oosterhuis                      |
| Ik ben maar een mens         | Rag'n'Bone Man            | Rob Dekay                                |
| Laat me niet alleen          | Jacques Brel              | Freek Bartels                            |
| Door de wind                 | Stef Bos                  | Trijntje Oosterhuis                      |
| IJskoud                      | Nielson                   | Freek Bartels, Leo Alkemade en Rob Dekay |
| Zwart wit                    | Frank Boeijen Groep       | Tygo Gernandt en Freek Bartels           |
| Twee mannen zo stil          | Frank Boeijen en Stef Bos | Freek Bartels, Leo Alkemade en Rob Dekay |
| De weg                       | Herbert Grönemeyer        | Trijntje Oosterhuis en Freek Bartels     |
| Als ik je zie in de hemel    | Eric Clapton              | Trijntje Oosterhuis                      |
| Ik ben er voor jou (reprise) | The Rembrandts            | Freek Bartels en de discipelen           |